# .mobi
mobi. دامنه اینترنتی مرتبط با موبایل mobile و دستگاه‌های همراه می‌باشد، و برای دسترسی به اینترنت به وسیلهٔ این دستگاه‌ها راه اندازی شده‌است.